# Emil Kamilarow
Emil Kamilarow (bulgarisch Емил Камиларов, * 15. April 1928 in Toulouse, Frankreich; † 4. Oktober 2007 in Uppsala, Schweden) war ein bulgarischer Violinist und Musikpädagoge.
Er absolvierte die Musikhochschule in Sofia und das Konservatorium Leningrad. Zu seinem Repertoire gehörten Werke von Bach, Beethoven, Brahms, Chatschaturjan, Grieg, Mozart und Tschaikowski.
Er wurde mit dem Dimitroffpreis ausgezeichnet.